# Вальдобб'ядене
Вальдобб'ядене (італ. Valdobbiadene, вен. Valdobiadene) — муніципалітет в Італії, у регіоні Венето, провінція Тревізо.
Вальдобб'ядене розташований на відстані близько 450 км на північ від Рима, 65 км на північний захід від Венеції, 37 км на північний захід від Тревізо.
Населення — 10 527 осіб (2014).
Щорічний фестиваль відбувається другого понеділка березня. Покровитель — San Gregorio Magno.

## Демографія
Населення за роками:

Станом на 1 січня 2023 року в муніципалітеті офіційно проживало 1045 іноземців з 42 країн, серед них 171 громадянин країн Євросоюзу та 70 громадян України.

## Уродженці
- Венанцій Фортунат (530/540—600/609) — латиномовний поет і агіограф
- Мауро Брессан (* 1971) — італійський футболіст, півзахисник.

## Сусідні муніципалітети
- Алано-ді-П'яве
- Фарра-ді-Соліго
- Лентіаї
- Мель
- М'яне
- Педеробба
- Сегузіно
- Куеро-Вас
- Відор